# Galliano Rossini
Galliano Rossini (ur. 17 maja 1927 w Ankonie, zm. 13 listopada 1987 tamże) – włoski strzelec sportowy. Dwukrotny medalista olimpijski.
Specjalizował się w konkurencji trap. Brał udział w pięciu igrzyskach (IO 52, IO 56, IO 60, IO 64, IO 68), na dwóch zdobywał medale. Triumfował w 1956, cztery lata później zajął drugie miejsce - wyprzedził go Rumun Ion Dumitrescu. Stawał na podium mistrzostw świata, zarówno w konkurenci indywidualnej (srebro w 1954 i 1958) jak i drużynowej.